# Valom
Ne doit pas être confondu avec De Falom.
Valom est un hameau qui fait partie de la commune de Het Hogeland dans la province néerlandaise de Groningue.